# Klaus Röhrborn
Klaus Michael Röhrborn (* 10. Januar 1938 in Dippoldiswalde, Sachsen) ist ein deutscher Orientalist und Turkologe.

## Leben und Werk
Klaus Röhrborn studierte vier Semester Philosophie und Orientalistik an der Universität Leipzig und ab 1958 Philosophie, Islamkunde, Turkologie und Politik an der Universität Hamburg. Hier besuchte er u. a. Vorlesungen von Bertold Spuler, Wolfgang Lentz und Annemarie von Gabain.
Im selben Jahr zum Dr. phil. promoviert, arbeitete er als Wissenschaftlicher Assistent bei Ewald Wagner an der Justus-Liebig-Universität Gießen. Dort habilitierte er sich 1971 für die Fächer Islamwissenschaft und Turkologie. 1972 erfolgte die Ernennung zum Professor für Islamkunde und Turkologie an der Universität Gießen. 1992 wurde Klaus Röhrborn als Ordinarius für Turkologie an die Georg-August-Universität Göttingen berufen (Nachfolge Gerhard Doerfer). Seine Forschungsschwerpunkte sind das Alttürkische – hier ist besonders das von ihm ab 1977 herausgegebene „Uigurische Wörterbuch“ zu nennen – sowie die Sprachreform der türkischen Sprache. Seit 1986 leitet er das DFG-Projekt „Xuanzangs Leben und Werk“, als dessen Resultat bisher 10 Publikationen in den Veröffentlichungen der Societas Uralo-Altaica (VdSUA) erschienen sind. Von 1979 bis 1994 war Klaus Röhrborn Geschäftsführer der Societas Uralo Altaica und ist seit 1994 einer ihrer Vizepräsidenten. Er ist Mitherausgeber der Ural-Altaischen Jahrbücher (UAJb), der VdSUA und der Mitteilungen der SUA. 2012 wurde Klaus Röhrborn zum Ehrenmitglied der SUA ernannt.
Hervorzuheben ist auch seine Tätigkeit für die alttürkischen Katalog-Bände innerhalb des Akademienprogramms „Katalogisierung der Orientalischen Handschriften in Deutschland (KOHD)“. Seit 1996 ist er ordentliches Mitglied der Akademie der Wissenschaften zu Göttingen und seit 1997 der Academia Europaea.
2003 wurde Röhrborn emeritiert. Sein Nachfolger (seit 2008) ist Jens Peter Laut.

## Schriften (Auswahl)
- Provinzen und Zentralgewalt Persiens im 16. und 17. Jahrhundert. Berlin 1966. (Studien zur Sprache, Geschichte und Kultur des islamischen Orients, N.F. 2)
- Eine uigurische Totenmesse. Text, Übersetzung, Kommentar. Berlin 1971 (Schriften zur Geschichte und Kultur des alten Orients, 4.Berliner Turfantexte, 2)
- Untersuchungen zur osmanischen Verwaltungsgeschichte. Berlin/New York 1973. (Studien zur Sprache, Geschichte und Kultur des islamischen Orients, 5)
- Uigurisches Wörterbuch. Sprachmaterial der vorislamischen türkischen Texte aus Zentralasien. Lieferung 1–6. Wiesbaden 1977–1998.
- Mit Horst-Wilfrid Brands (edd.): Scholia. Beiträge zur Turkologie und Zentralasienkunde. Annemarie von Gabain zum 80. Geburtstag am 4. Juli 1981 dargebracht von Kollegen, Freunden und Schülern. Wiesbaden 1981. (VdSUA, 14)
- Mit Wolfgang Veenker (edd.): Sprachen des Buddhismus in Zentralasien. Vorträge des Hamburger Symposions vom 2. Juli – 5. Juli 1981. Wiesbaden 1983. (VdSUA, 16)
- Mit Wolfgang Veenker (edd.): Runen, Tamgas und Graffiti aus Asien und Osteuropa. Wiesbaden 1985. (VdSUA, 19)
- Mit Alexander Leonhard Mayer (edd.): Xuanzangs Leben und Werk. Wiesbaden 1991–2013. (VdSUA, 34,1-34,10)
- Mit Wolfgang Veenker (edd.): Memoriae munusculum. Gedenkband für Annemarie von Gabain. Wiesbaden 1994. (VdSUA, 39)
- Interlinguale Angleichung der Lexik. Aspekte der Europäisierung des türkeitürkischen Wortschatzes. Göttingen 2003. (Abhandlungen der Akademie der Wissenschaften zu Göttingen, Philologisch-Historische Klasse, Folge 3, 260)
- Mit András Róna-Tas: Spätformen des zentralasiatischen Buddhismus. Die altuigurische Sitātapatrā-dhāraṇī. Göttingen 2005. (Nachrichten der Akademie der Wissenschaften zu Göttingen, Philologisch-Historische Klasse, Jg. 2005, 3)
- Uigurisches Wörterbuch. Sprachmaterial der vorislamischen türkischen Texte aus Zentralasien. Neubearbeitung. I. Verben. Band 1: ab- -äzüglä-. [Türk. Nebentitel: Uygurca Sözlük. İslam öncesi Orta Asya Türkçe metinlerin dil malzemesi. Yeniden düzenlenmiş baskı. I. Fiiller. 1. Cilt: ab- -äzüglä-]. Stuttgart 2010.

Für eine Gesamtbibliographie von 1967 bis 2012 inklusive sämtlicher Artikel siehe:
- Laut, Jens Peter/Mehmet Ölmez: Doğumunun 75. Yılında Klaus Röhrborn. In: Türk Dili 733 (Jan. 2013), S. 78–87.